# Chip Turner
Chip Turner (* 5. April 1960 in San Francisco, Kalifornien) ist ein ehemaliger US-amerikanischer Rollstuhltennisspieler.

## Karriere
Chip Turner startete in der Klasse der Paraplegiker.
Er nahm an den Paralympischen Spielen im Jahr 1988 in Seoul teil, als das Rollstuhltennis als Demonstrationssportart zum Programm gehörte. In der mit lediglich vier Spielern besetzten Einzelkonkurrenz schied er in der ersten Runde gegen Mick Connell aus und gewann damit Bronze.
In der Weltrangliste erreichte er seine besten Platzierungen im Einzel mit Rang fünf am 2. Februar 1993 und im Doppel mit Rang 15 am 6. September 1994.